# パウリン酸
パウリン酸(paullinic acid)は、名称の元となったガラナ(Paullinia cupana)などに含まれるω-7脂肪酸の一つ。